# ジャック・テイラー (肥満者)
ジャック・テイラー（Jack Taylor, 1946年 - 2006年2月4日）は、イギリスで最も重いとされていた男性。
彼は体重700ポンド（317キログラム）であると自称しており、ウエスト80インチ（200センチメートル）の特注ズボンを着用しなければならなかった。ただ食べてテレビを見るだけの日々を過ごした。ごくまれに、病院の予約のために外出するだけであった。
彼は毎日15本のタンドリーチキンを食べていた。彼はその体格により、バリー・オースティンと並んでテレビ番組「The Fattest Men in Britain」に出演するなど、いくつかの特筆性を獲得した。テレビ番組「Being The Fattest Man」では実際に彼の体重を計測し、その結果は31ストーン（196キログラム）であった。しかし彼は、自身の体重がもっと重いものであると信じており、これが彼に苦悩を与えた。彼は秤のほうが間違っていると主張した。
2006年2月4日、彼は心臓発作により60歳で死亡したテイラーの遺体はシティ・オブ・リーズのリーズにあるロードンの火葬場で火葬された。この火葬場には、巨大な棺を扱うための巨大設備がある。